# جمعية دعم الأجداد
جمعية دعم الأجداد هي منظمة خيرية في المملكة المتحدة تساعد الأجداد في أن يظلوا على اتصال بأحفادهم بعد طلاق والديهم أو انفصالهما. فالأجداد في المملكة المتحدة ليس لهم حق قانوني متأصل في رؤية أحفادهم. وقد تأسست هذه الجمعية في عام 1987 على يد مجموعة من الأجداد الذين أودِع أحفادهم الملاجئ أو تم تبنيهم من الملاجئ، أو لم يُسمَح لهم بالاتصال بأحفادهم بأي شكلٍ من الأشكال.

## وصلات خارجية
- الموقع الإلكتروني